# Bogâltin, Caraș-Severin
Bogâltin este un sat în comuna Cornereva din județul Caraș-Severin, Banat, România. La recensământul din 2011 avea o populație de 208 locuitori.